# Pacific Railroad Acts
Les Pacific Railroad Acts étaient une série d'actes du Congrès en faveur de la construction d'une ligne de chemin de fer transcontinentale à travers les États-Unis, en autorisant l'émission de fonds du gouvernement et l'octroi de terres pour le bénéfice des compagnies ferroviaires. Le Pacific Railroad Act de 1862 était l'acte original. Il fut plus tard modifié, approfondi et amendé en 1863, 1864, 1865 et 1866.